# Tilman Mayer
Tilman Mayer (* 13. April 1953 in Freiburg im Breisgau) ist ein deutscher Politologe und Hochschullehrer. Seit 2001 ist er Professor für Politikwissenschaft an der Rheinischen Friedrich-Wilhelms-Universität Bonn.

## Wissenschaftlicher Werdegang
Mayer studierte Politikwissenschaft, Philosophie und Germanistik an der Albert-Ludwigs-Universität Freiburg, wo er 1979 seinen Magister Artium bei Wilhelm Hennis ablegte. Von 1979 bis 1989 war er Assistent am Lehrstuhl für Didaktik der Sozialkunde und Politische Wissenschaft (Professur Paul-Ludwig Weinacht) an der Julius-Maximilians-Universität Würzburg. 1983 wurde er mit einer Arbeit über Nationstheorie promoviert.
Im Anschluss daran leitete er ein zeitgeschichtliches Forschungsprojekt der Jakob-Kaiser-Stiftung in Königswinter bei Bonn. 1992 forschte er, gefördert durch die DFG, an der Amerikanischen Universität in Bulgarien in Blagoewgrad. 1993 erhielt er einen Lehrauftrag für Politische Wissenschaft an der Pädagogischen Hochschule Erfurt/Mühlhausen. In den Jahren 1993 bis 1995 leitete Mayer das Bonner Büro des Instituts für Demoskopie Allensbach. 1997 erfolgte seine Habilitation (Thema: „Ist die Totalitarismustheorie gescheitert?“), ein Jahr später erhielt er die Privatdozentur in Würzburg. 1999 war er Gastprofessor für Soziologie an der Pädagogischen Hochschule Freiburg. Von 1999 bis 2001 vertrat er einen Lehrstuhl am Geschwister-Scholl-Institut für Politische Wissenschaft und 2001 am Seminar für Politische Wissenschaft.
Im Juli 2001 erhielt er einen Ruf auf die Professur für Politikwissenschaft in Bonn. 2009/10 war er Fellow am Zentrum für Europäische Integrationsforschung. 2015 war er Gastprofessor an der Pekinger Fremdsprachenuniversität.
Seine wissenschaftlichen Forschungsarbeiten erstrecken sich über die Erforschung der Ideengeschichte des 20. Jahrhunderts, die Parteienforschung, die politische Kulturforschung, Demoskopie und den demografischen Wandel sowie in der vergleichenden Deutschlandforschung.

## Ämter
Mayer war von 2001 bis 2009 Mitglied des Vorstandes der Deutsch-Israelischen Gesellschaft (DIG-AG), von 2005 bis 2007 und erneut 2008/09 Geschäftsführender Direktor des Bonner Seminars, 2008/09 Gründungsvorsitzender im Alumni-Netzwerk des Instituts für Politische Wissenschaft und Soziologie (BONI) und von 2010 bis 2016 Präsident der Deutschen Gesellschaft für Demographie (DGD). Seit 2007 ist er Vorsitzender der Gesellschaft für Deutschlandforschung (GfD), seit 2009 stellvertretender Vorsitzender der Deutschen Gesellschaft für Politikwissenschaft (DGfP), seit 2012 stellvertretender Vorsitzender der Jakob-Kaiser-Stiftung in Königswinter. Seit Oktober 2017 ist er Präsident des Internationalen Clubs La Redoute in Bonn.
Darüber hinaus ist Mayer Mitglied in der Deutschen Gesellschaft für Auswärtige Politik (DGAP), als Beirat im Verband kinderreicher Familien Deutschland, in der Deutschen Vereinigung für Politische Wissenschaft (DVPW), in der Forschungsgemeinschaft 20. Juli 1944, im Gesprächskreis Nachrichtendienste in Deutschland (GKND), seit 2001 Vorstandsmitglied in der Michael-Zikic-Stiftung Bonn sowie Mitglied im Zentrum für Religion und Gesellschaft (ZERG). Seit 2021 ist er Mitglied im Netzwerk Wissenschaftsfreiheit.

## Privates
Tilman Mayer ist ein Urenkel des früheren Freiburger Oberbürgermeisters Otto Winterer.

## Veröffentlichungen (Auswahl)
- Prinzip Nation. Dimensionen der nationalen Frage, dargestellt am Beispiel Deutschlands. Opladen 1986, 2. Auflage 1987.
- Macht das Tor auf. Jakob-Kaiser-Studien, Berlin 1996.
- Die demographische Krise. Eine integrative Theorie der Bevölkerungsentwicklung. Frankfurt a. M. 1999.
- Der Kampf um die politische Mitte. Politische Kultur und Parteiensystem seit 1998. Hrsg. gemeinsam mit Reinhard C. Meier-Walser. München 2002.
- Der Wert der Freiheit. Deutschland vor einem neuen Wertewandel? Gemeinsam mit Thomas Petersen. Freiburg i. Br. 2005.
- Streitbar für die Demokratie – „Bonner Perspektiven“ der Politischen Wissenschaft und Zeitgeschichte 1959–2009. Hrsg. gemeinsam mit Volker Kronenberg. Bonn 2009.
- Volksparteien. Erfolgsmodell für die Zukunft? Konzepte, Konkurrenzen und Konstellationen. Hrsg. gemeinsam mit Volker Kronenberg. Freiburg i. Br. 2009.
- Medienmacht und Öffentlichkeit in der Ära Adenauer (= Rhöndorfer Gespräche. Band 23). Bonn 2009.
- Deutschland aus internationaler Sicht (= Schriftenreihe der Gesellschaft für Deutschlandforschung. Band 96), Berlin 2009.
- 20 Jahre Deutsche Einheit. Erfolge, Ambivalenzen, Probleme (= Schriftenreihe der Gesellschaft für Deutschlandforschung. Band 97). Duncker & Humblot, Berlin 2010.
- Deutscher Herbst 1989 (= Schriftenreihe der Gesellschaft für Deutschlandforschung. Band 99). Duncker & Humblot, Berlin: 2010.
- Die Gestaltung der Globalität. Wirkungen der Globalität auf ausgewählte Fächer der Philosophischen Fakultät. Hrsg. gemeinsam mit Ludger Kühnhardt. ZEI Discussion Paper C 203, Bonn 2011.
- Respice finem – Das Ende von Staaten oder der Verlust der Idee als Anfang vom Ende. In: Otto Depenheuer (Hrsg.): Erzählungen vom Staat. Ideen als Grundlage von Staatlichkeit. VS-Verlag, Wiesbaden 2011, S. 97–114.
- Zu Phantasie und Realität einer Patchworkkoalition. In: Volker Kronenberg, Christoph Weckenbrock (Hrsg.): Schwarz-Grün. Die Debatte. VS-Verlag, Wiesbaden 2011, S. 126–133.
- Globalisierung im Fokus von Politik, Wirtschaft, Gesellschaft. Eine Bestandsaufnahme. Hrsg. gemeinsam mit Robert Meyer, Lazaros Miliopoulos, H. Peter Ohly, Erich Weede. VS-Verlag, Wiesbaden 2011.
- Friedrich Christoph Dahlmann. Ein politischer Professor im 19. Jahrhundert. Hrsg. gemeinsam mit Thomas Becker und Wilhelm Bleek (= Bonner Schriften zur Universitäts- und Wissenschaftsgeschichte. Band 3). University Press bei V&R, Bonn 2012.
- Parteienprofile: Ist die CDU pensionsreif? In: Zeitschrift für Staats- und Europawissenschaften. (10) 2/2012, S. 219–240.
- Die CDU Deutschlands. Eine Volkspartei in Turbulenzen. In: Karsten Grabow (Hrsg.): Christlich-demokratische Parteien in Westdeutschland. Stand und Perspektiven. Konrad-Adenauer-Stiftung, Im Plenum, Sankt Augustin/Berlin 2012, S. 63–76.
- Modell Deutschland. Hrsg. gemeinsam mit Karl-Heinz Paqué und Andreas H. Apelt (= Schriftenreihe der Gesellschaft für Deutschlandforschung. Band 103). Duncker & Humblot, Berlin 2013.